# 黄尧 (作家)
黄尧（1946年—），云南昆明人，中国作家。

## 生平
1969年，赴云南德宏景颇族山区下乡插队，务农。后历任昆明市重工业局干部，云南省文联、省作家协会副主席，云南文学院负责人，后担任昆明宏达集团副董事长。1985年，加入中国作家协会。1987年，毕业于北京大学中文系作家班。后担任云南作家协会主席。

## 作品
著有长篇小说《女山》，中短篇小说集《荒火》、《死湾》，报告文学集《辉煌的青春》。其作品曾获首届庄重文文学奖。